# Nutaku
Nutaku是一個以hentai題材為主的成人遊戲網站，設於加拿大蒙特婁，其平台涵蓋網頁遊戲、PC及行動版，以免費遊戲內微交易及付費購買等方式營利。2017年時Nutaku每月有超過2200萬的訪客，為西方獨立遊戲開發者提供了一個平台。截至2021年2月，官方宣布已有超過6000萬名的註冊玩家。
2014年12月，DMM與Nutaku合作，旨在向西方市場推廣和發行遊戲。Nutaku目前是日本以外的DMM遊戲的唯一分銷商。2015年1月，該平台推出了四款日語遊戲，並為了西方玩家而翻譯成英文版本；之後，Nutaku上的各類型日本成人遊戲逐漸增多。
2017年2月，Nutaku宣布推出Kimochi Red Light，這是一個新的眾籌平台，專門用於眾籌成人遊戲。

## 外部連結
- 官方网站